# Pseudomasiphya petiolata
Pseudomasiphya petiolata là một loài ruồi trong họ Tachinidae.